# Фторид иридия(IV)
Фторид иридия(IV) — неорганическое соединение, 
соль металла иридия и плавиковой кислоты с формулой IrF4,
красно-коричневые кристаллы (по другим данным — жёлтая маслянистая жидкость),
реагирует с водой.

## Получение
- Нагревание порошкообразного иридия с гексафторидом иридия:

{\displaystyle {\mathsf {2IrF_{6}+Ir\ {\xrightarrow {150^{o}C}}\ 3IrF_{4}}}}

## Физические свойства
Фторид иридия(IV) образует красно-коричневые кристаллы (по другим данным — жёлтая маслянистая жидкость).

## Химические свойства
- Реагирует с водой:

{\displaystyle {\mathsf {IrF_{4}+4H_{2}O\ {\xrightarrow {}}\ Ir(OH)_{4}+4HF}}}